# Ptygura wilsonii
Ptygura wilsonii är en hjuldjursart som först beskrevs av Anderson och K.S. Shephard 1892.  Ptygura wilsonii ingår i släktet Ptygura och familjen Flosculariidae. Inga underarter finns listade i Catalogue of Life.